# Pesadilla en la cocina (España)
Pesadilla en la cocina es un programa de televisión español de telerrealidad culinaria presentado por el chef Alberto Chicote, emitido entre las 22h30-45 en La Sexta; emitiéndose originalmente los jueves, para después pasar a los lunes, miércoles y actualmente, los martes. Este espacio es una adaptación del programa homónimo angloparlante, Kitchen Nightmares, presentado por el escocés Gordon Ramsay, con versión para el Reino Unido originalmente y después, para Irlanda y Estados Unidos. 
En septiembre de 2019 se comenzó a promocionar la séptima temporada para su estreno en la programación de otoño-invierno de La Sexta. Ésta se grabó desde verano de 2016 hasta mediados de 2018. Como novedad, esta temporada se estrenó mediante la plataforma de pago Atresplayer Premium, una semana antes de su emisión en abierto.
Por lo general, después del estreno y finalización de una temporada nueva, se realizan reposiciones de episodios ya emitidos en el mismo horario.

## Historia
El formato original del programa empezó a emitirse en Channel 4 en 2004, bajo el nombre de Ramsay's Kitchen Nightmares, donde el conocido chef Gordon Ramsay trataba de salvar de una situación límite a establecimientos hosteleros de todo el Reino Unido. Tal fue el éxito del programa que la FOX americana compró los derechos y en 2007 puso en marcha su propia versión, también presentada por Ramsay. Desde 2010, Nova (del Grupo Antena 3) venía emitiendo el programa los fines de semana, y viendo los notables datos de audiencia, La Sexta decidió lanzar a finales de 2012 su propia versión del programa en vísperas de la fusión de Grupo Antena 3 y Gestora de Inversiones Audiovisuales La Sexta.
Finalmente, el programa se empezó a emitir el 25 de octubre en horario de máxima audiencia. La primera temporada constaría de diez entregas y estaría presentado por el cocinero madrileño Alberto Chicote, restaurador del año 2006, y dueño del Pandelujo, establecimiento del año 2010. Y como no podía ser de otra manera, no debía faltar el carácter ácido y crítico del presentador, una señal de identidad del programa original, aunque Chicote declaró en una entrevista que él no era el Ramsay español, porque es difícil encontrarlo; pero sí se pudo aventurar que el programa podría ser competitivo frente al resto de programas de su misma franja horaria. En su estreno el 25 de octubre, se convirtió en el estreno con mayor audiencia de la historia de La Sexta, con lo que las previsiones del programa se cumplieron con mejor nota de la esperada.
En su quinto episodio emitido el 22 de noviembre (El Castro de Lugo) alcanzó su máximo de audiencia; con lo que se decidió añadir un programa de revisita a los restaurantes para examinar el negocio tras el paso de Chicote al final de la temporada, al tiempo que se ideaba una posible segunda temporada a razón de los buenos índices de audiencia cosechados hasta entonces.
El jueves 9 de mayo de 2013 comienza a emitirse la segunda temporada del programa. Pese a que había trece entregas grabadas, con la llegada del verano la cadena decidió emitir solamente ocho programas, por lo que algunos casos ya grabados pasaron a formar parte de la tercera temporada.
El lunes 27 de enero de 2014 se estrenó la tercera temporada del programa. Como novedad en esta etapa, Chicote volvió a visitar varios restaurantes tras su paso para comprobar si su ayuda había sido efectiva, con programas especiales ¿Qué fue de...?. La temporada finalizó el 9 de junio de dicho año, precisamente con un especial de los mejores momentos del programa hasta la fecha.
El 6 de agosto de 2014, el propio Chicote publicó a través de su cuenta de Twitter que empezaba el casting para la cuarta temporada del programa, confirmando así su continuidad. Decidiendo dar un descanso al programa y al chef Chicote para no agotar el formato, la cuarta temporada pospuso su emisión hasta el 15 de abril de 2015, 10 meses después de su último programa de estreno. La temporada acabó el 15 de julio de 2015, emitiendo un total de hasta cuatro especiales en su transcurso.
El 23 de junio de 2015, se confirmaba una nueva entrega de Pesadilla en la cocina a través de la página web oficial del programa, al abrir un casting para la quinta temporada. El 19 de diciembre de ese mismo año se anuncia que Alberto Chicote termina de grabar la quinta temporada y que su emisión será en 2016. El 22 de septiembre de ese mismo año y después de un año de espera, La Sexta comenzó a emitir por fin la quinta temporada de Pesadilla en la cocina, nuevamente con un gran éxito de audiencia. Esta temporada acabó el 15 de diciembre de ese mismo año, con una mejora de audiencia con respecto a la temporada anterior. 
La primera semana de junio de 2016 y sin todavía haberse emitido siquiera la quinta temporada, Alberto Chicote anuncia mediante Twitter que se abre el casting para la sexta temporada del programa, que terminó de ser grabada a finales de 2017. Finalmente, tras más de un año completo de descanso del formato, dicha temporada se estrenó el 9 de mayo de 2018, en emisión hasta el 11 de julio de 2018.
Desde mediados de 2018 y durante los primeros meses de 2019 se grabó la séptima temporada y el 3 de octubre de 2019 se estrenó en La Sexta con gran audiencia.
El 24 de noviembre del 2022 y después de más de dos años y medio sin emitir un nuevo programa a causa de la pandemia, La Sexta estreno la octava temporada. Sin embargo, este parón tan largo provocó una caída de audiencia y de cuota de pantalla bastante notable en comparación con la temporada anterior. Esta es la primera temporada en la que ninguno de los programas consigue llegar al millón de espectadores, también se interrumpió su emisión hasta en cuatro ocasiones por eventos deportivos y festividades nacionales.
El 3 de septiembre del 2024 se estrenó la novena temporada en La Sexta.

## Temporadas y audiencias
| Temporadas | Temporadas | Episodios         | Estreno                  | Final                   | Audiencia media | Audiencia media |
| Temporadas | Temporadas | Episodios         | Estreno                  | Final                   | Espectadores    | Cuota           |
| ---------- | ---------- | ----------------- | ------------------------ | ----------------------- | --------------- | --------------- |
|            | 1          | 12                | 25 de octubre de 2012    | 27 de enero de 2013     | 2 422 000       | 11,9%           |
|            | 2          | 8                 | 9 de mayo de 2013        | 4 de julio de 2013      | 2 434 000       | 13,1%           |
|            | 3          | 17 + 3 especiales | 27 de enero de 2014      | 9 de junio de 2014      | 2 371 000       | 11,6%           |
|            | 4          | 12 + 4 especiales | 15 de abril de 2015      | 15 de julio de 2015     | 1 829 000       | 9,9%            |
|            | 5          | 13                | 22 de septiembre de 2016 | 15 de diciembre de 2016 | 2 043 000       | 12,4%           |
|            | 6          | 10 + 1 especial   | 9 de mayo de 2018        | 11 de julio de 2018     | 1 605 000       | 10,0%           |
|            | 7          | 16                | 3 de octubre de 2019     | 13 de febrero de 2020   | 1 150 000       | 7,8%            |
|            | 8          | 10                | 24 de noviembre de 2022  | 23 de febrero de 2023   | 816 000         | 7,0%            |
|            | 9          | 10                | 3 de septiembre de 2024  | 12 de noviembre de 2024 | 518 000         | 5,8%            |
| Total      | Total      | 106               | 25 de octubre de 2012    | —                       | —               | —               |

## Fracasos, polémicas y controversia
Varios responsables de distintos establecimientos han destacado, con posterioridad a la emisión del programa, su carácter sensacionalista, acusando al programa de ordenarles realizar acciones indeseadas, convocar extras a las grabaciones en lugar de clientes reales, ensuciar el local a propósito y solicitarles que lo mantuvieran sucio con el objetivo de generar situaciones de tensión en el programa, además de llevar a cabo reformas deficientes y diseñar cartas inapropiadas para los restaurantes y no utilizadas posteriormente y calificándolo de «show» y «espectáculo» y a Chicote de «humo» y de representar un papel. Entre 2016 y 2017 catorce restaurantes que aparecieron en el programa constituyeron una Asociación de Afectados por Pesadilla en la Cocina, que trató de promover litigios judiciales contra el programa y su productora sin éxito.
Se han dado varios casos de polémica, como el que se dio con los establecimientos La Reina del Arenal y su establecimiento anexo Opila, en Bilbao. Sus dueños le pidieron a la cadena que no emitiera su programa por haber sido coaccionados, y cuando el programa salió al aire, sus propietarios denunciaron el programa debido a la supuesta manipulación que hubo y acusaron a Chicote de comentarios y conducta homófoba cuando a uno de los dueños le dijo que «tienes cara de niña» y le preguntó si «tú te metes cualquier cosa en la boca».
En 2013, otro caso que dio que hablar fue el de Cristóbal Berzosa, el entonces excéntrico propietario de El Yugo de Castilla en Boecillo (Valladolid), amigo personal del chef, quien no siguió los consejos de Chicote tras su visita y que, un tiempo después de la emisión del programa, en julio de ese mismo año, declaró al medio autonómico Tribuna Valladolid que las reformas propuestas por el madrileño no eran apropiadas para su local y solo empeoraron el aspecto del mismo. Un año después de ello, en junio de 2014, hizo nuevas declaraciones respecto del programa. Desde entonces, y hasta 2016, el restaurante se encontró oficialmente cerrado al público general y solo atendió peticiones personales. Pasados unos años, el 7 de septiembre de 2016, el restaurante volvió a abrir sus puertas con el apelativo Nuevo Yugo de Castilla, siendo traspasados completamente los poderes y mando del local, renovando personal y decoración, y donde Cristóbal participaría, pero solo como un miembro más del equipo ejecutivo, siendo apartado completamente de la dirección del negocio. Sin embargo, el restaurante siguió sin funcionar como se esperaba, debiendo cerrar nueva y ya definitivamente, a finales de 2016.
A pesar de los esfuerzos de Chicote, varios de los restaurantes que ha tratado de salvar han cesado su actividad, entre los que destacan:
- Dómine Cabra (Madrid): cerró unos meses después a causa de la muerte del dueño por cáncer y las deudas que tenían vinculadas al restaurante. Se vio aparecer a la hija del dueño, cuando Chicote regresó a hablar con ella en su programa.
- El Castro de Lugo (Madrid): tuvo que cerrar sus puertas poco antes de la emisión de su programa.[24] Además, la cocinera, que apareció en el capítulo como una despistada, religiosa muy devota, aseguraba en una entrevista que todo estaba guionizado y que la obligaron a interpretar un papel. También añadió que las tomas en la iglesia las grabaron sin su consentimiento, así como sus oraciones.[25]
- Da Vinci (renombrado durante el programa como Nuevo Da Vinci), situado en Moraira (Alicante): tuvo que cerrar casi dos semanas después de El Castro de Lugo, alegando su propietario que los servicios y consejos de Chicote no sirvieron de nada y criticó unas declaraciones de Chicote en El hormiguero,[26] aunque después su hijo lo desmintió en una entrevista declarando que los cambios que propuso Chicote eran buenos para el negocio, pero sin el compromiso de su padre los esfuerzos del chef madrileño eran en vano.[27]
- En junio de 2013 se anunció que el restaurante japonés To-toro, situado en Ronda (Málaga), cerraba sus puertas.[28]
- El asador La Ermita, en Alcobendas (Madrid): cerró durante el verano de 2013 por motivos desconocidos.
- En octubre de 2013, el restaurante Katay, situado en la localidad de Tomares (Sevilla), fue cerrado por sus propietarios, agradeciendo la labor del programa.
- En 2014, el restaurante Sip Bar, situado en Miami (Estados Unidos), renombrado Flor de Tapa, cerró sus puertas una vez Chicote acudió con su ayuda. Se desconoce su estado actual, puesto que en su página en Facebook sigue apareciendo su antiguo nombre y no existen referencias recientes sobre el mismo. En algunas webs se afirma que ha cerrado definitivamente.
- La sidrería L'Orbayu, en Las Vegas (Asturias): cerró sus puertas en junio de 2014, a escasos meses después de la emisión del programa. Al parecer, todo se debió a problemas de salud de su propietaria.
- En la cuarta temporada, con el restaurante La Hamburguesía (renombrado durante el programa como La Broqueta), en Alcoy (Alicante), se produjo un asombroso caso de doble traspaso en el que los dueños originales del local, recién renovado escasos días después del paso de Chicote, lo vendieron solo para que tiempo después se volviera a traspasar por su nuevo dueño.[29] Se acusó a los mismos de sacar provecho ilícitamente del programa.
- Pese a que para el relanzamiento del restaurante ecológico-naturalista Yatiri en Ibiza (Islas Baleares), el programa y Chicote organizaron una gran rueda de prensa con medios locales de renombre (algo inédito hasta entonces), rápidamente se buscó su traspaso pocos meses después, tras no lograr salir adelante por sí mismos. Se publicaron varios anuncios ofertando el local, tras su reforma.[30][31]
- En 2016, durante la emisión de la quinta temporada, en la primera visita de Chicote a Galicia, en Ferrol, el dueño del restaurante Irlanda quedó insatisfecho con el paso del cocinero, que incluso renegó del nuevo nombre con que se bautizó a su negocio.[32] Sin embargo, la productora rápidamente respondió a estas quejas, certificando su profesionalidad y veracidad en todo lo acontecido en el espacio.[33]
- También durante la quinta temporada, se dio un caso insólito y sin precedentes por primera vez en la toda la historia del programa: Alberto Chicote se vio obligado a marcharse en mitad de la grabación del espacio,[34] en el servicio de reapertura de un rebautizado El Zamora, local situado en pleno centro de Zamora, debido a la extrema cabezonería, tozudez y absoluta prepotencia, confrontación y falta de respeto de su propietaria[35][36] hacia todas y cada una de las personas que allí la acompañaban: tanto a anonadados clientes, y trabajadores del restaurante, así como a todo el equipo del programa de La Sexta, además de contradecir, desoír y rechazar la evidencia y los consejos del propio Chicote, expulsándole del lugar,[37][38] con la más que razonable indignación y estupor del chef, que no dudó en dejar constancia de la situación ante todos los espectadores del espacio.
- En su nueva visita a Almería, al restaurante Generación del 27, perteneciente a la sexta temporada, se produjo la primera ocasión en que, debido a la paupérrima calidad y preparación de los productos servidos y mantenimiento del local, Chicote se vio obligado a no probar ni un solo plato, debiendo comer en un lugar alternativo, algo que jamás había sucedido en la historia del programa.[39] Además, Chicote, ante la deplorable actitud de los trabajadores durante el desarrollo del programa (peleas, lanzamientos de instrumental, bebida de alcohol y fuma desmesurada en pleno servicio, burlas y risas, fiesta y descontrol...), abandonó el programa sin siquiera haber tenido ocasión de ayudar en lo más mínimo a reflotar el restaurante, al sentirse abiertamente insultado por estos, aunque finalmente decidió darles la última oportunidad, que fue nuevamente desaprovechada.[40]

Uno de los últimos cierres de los que se tienen constancia es el del restaurante Juan de Austria, en Madrid, que cerró sus puertas en abril de 2019.
Tras 2024, son 33 restaurantes que siguen abiertos tras el paso de Alberto Chicote.